# 2009年孟加拉國總統選舉
2009年孟加拉國總統選舉在2008年大選後，預訂於2009年2月16日舉行。選舉原訂於2007年9月5日亚杰丁·艾哈迈德任期屆滿前舉行，但由於沒有選國會，總統選舉亦因此推遲。在國會選舉中獲勝的孟加拉國人民聯盟提名齐勒·拉赫曼為總統候選人，並預計會接受國會選舉。由於截至2009年2月9日提名候選人的截止日期，仍只有他被提名，而他亦沒有在2月11日限期前取消登記參選。孟加拉国选举委员会隨即宣佈他當選新任總統。他在12日宣誓就職。